# Gul Baharli
Gul Baharli est un village de la région d'Agdam en Azerbaïdjan.

## Histoire
Le nom ancien du village était II Baharli.
En 1992-2020, Gul Baharli était sous le contrôle des forces armées arméniennes. Le 20 novembre 2020, la région d'Agdam, y compris le village de Gul Baharli a été rétrocédée à l'Azerbaïdjan  conformément aux termes de la Déclaration tripartite du 10 novembre 2020, signée par les présidents azerbaïdjanais et russe et le premier ministre arménien.

## Économie
La principale occupation de la population est l'élevage et l'agriculture.

## Éducation
Il y a une école secondaire dans le village.

## Population
Selon les statistiques, la population du village de Gul Baharli est de 306 personnes.